# Netwerkspons
Netwerkspons of netkalkspons (Clathrina coriacea) is een sponssoort in de taxonomische indeling van de kalksponzen (Calcarea). De spons leeft in de zee en zijn parenchym bestaat uit calciumcarbonaat. De spons behoort tot het geslacht Clathrina en behoort tot de familie Clathrinidae. De wetenschappelijke naam van de soort werd voor het eerst geldig gepubliceerd in 1818 door George Montagu als Spongia coriacea.

## Beschrijving
Deze driedimensionale kalkachtige sponssoort komt voor als platte witte of gele korstjes en kan ook worden aangetroffen met grijze, lichtroze of oranje kleuren. De spons heeft een diameter van 1 tot 3 cm. Het heeft een centraal osculum die, bij nadere inspectie, uit een hecht netwerk van buizen bestaat. De buisjes zijn zo vervlochten dat het netwerk een kost lijkt voorzien van regelmatig geplaatste gaatjes. De kalkhoudende spicula hebben allemaal een vergelijkbare vorm: driestralers. Op jongere leeftijd zijn de soorten dun en als ze volwassen zijn, zijn ze zacht met strakke buizen.

## Verspreiding en leefgebied
De netwerkspons is een Oost-Atlantische soort, het verspreidingsgebied loopt van de Arctische wateren tot de Afrikaanse westkust, maar is ook bekend van Zuid-Afrika. Is in Nederland bekend uit Zeeland en de Noordzee. Hoewel deze kalkspons grotendeels in ondiepe wateren voorkomt, hechtend aan vrij gladde oppervlakken, kan hij in principe ook dieper voorkomen tot diepten van enkele honderden meters.
Het substraat waarop hij zich vasthecht bestaat vaak uit rotsen en stenen, maar deze spons komt ook veel voor op kelp en andere sponssoorten. De spons wordt normaal gesproken bij de zakpijp zeebes (Dendrodoa grossularia) aangetroffen in grotten en ravijnen, maar kan ook aan de kust op rotsen voorkomen. Bovendien kan de spons samen met Dendrodoa in dichte hoeveelheden worden aangetroffen in geulen en tunnels waar golfstoten voorkomen.